# Remington RM380
La Remington RM380 è una pistola tascabile semi-automatica camerata con proiettili .380 ACP prodotto dalla Remington Arms.
L'RM380 è un'arma nata dalla riprogettazione della pistola Rohrbaugh 380, a sua volta una variante della Rohrbaugh R9 9x19 mm. I due modelli si differenziano in particolare per il posizionamento del pulsante per il rilascio del caricatore e per integrazione di un fermo di scorrimento sulla Remington. Mentre la Rohrbaugh usava un pulsante alla base dell'impugnatura, il rilascio dell'RM380 si trova nella parte posteriore della protezione del grilletto.